# Tony Award alla migliore opera teatrale
Il Tony Award alla migliore opera teatrale (Tony Award for Best Play) è un riconoscimento teatrale volto a premiare la miglior opera teatrale, comica o drammatica, apparsa a Broadway nella precedente stagione teatrale.

## Vincitori

### Anni 1940
- 1948 – Mister Roberts di Thomas Heggen e Joshua Logan
- 1949 – Morte di un commesso viaggiatore di Arthur Miller

### Anni 1950
- 1950 – Cocktail Party di Thomas Stearns Eliot
- 1951 – La rosa tatuata di Tennessee Williams
- 1952 – Camere da letto di Jan de Hartog
- 1953 – Il crogiuolo di Arthur Miller
- 1954 – La casa da tè alla luna d'agosto di John Patrick
- 1955 – Ore disperate di Joseph Hayes
- 1956 – Il diario di Anna Frank di Frances Goodrich e Albert Hackett
- 1957 – Lungo viaggio verso la notte di Eugene O'Neill
- 1958 – Sunrise at Campobello di Dore Schary
- 1959 – J.B. di Archibald MacLeish

### Anni 1960
- 1960 – Anna dei miracoli di William Gibson
- 1961 – Becket e il suo re di Jean Anouilh
- 1962 – Un uomo per tutte le stagioni di Robert Bolt
- 1963 – Chi ha paura di Virginia Woolf? di Edward Albee
- 1964 – Lutero di John Osborne
- 1965 – La signora amava le rose di Frank D. Gilroy
- 1966 – La persecuzione e l'assassinio di Jean-Paul Marat, rappresentato dalla compagnia filodrammatica dell'ospizio di Charenton sotto la guida del marchese de Sade di Peter Weiss
- 1967 – Il ritorno a casa di Harold Pinter
- 1968 – Rosencrantz e Guildenstern sono morti di Tom Stoppard
- 1969 – La grande speranza bianca di Howard Sackler

### Anni 1970
- 1970 – Borstal Boy di Frank McMahon
- 1971 – L'inganno di Anthony Shaffer
- 1972 – Bastoni e ossa di David Rabe
- 1973 – Correre per vincere di Jason Miller
- 1974 – The River Niger di Joseph A. Walker
- 1975 – Equus di Peter Shaffer
- 1976 – I mostri sacri di Tom Stoppard
- 1977 – Prima dell'ombra di Michael Cristofer
- 1978 – Da di Hugh Leonard
- 1979 – L'uomo elefante di Bernard Pomerance

### Anni 1980
- 1980 – Figli di un dio minore di Mark Medoff
- 1981 – Amadeus di Peter Shaffer
- 1982 – La vita e le avventure di Nicholas Nickleby di David Edgar
- 1983 – Torch Song Trilogy di Harvey Fierstein
- 1984 – La cosa reale di Tom Stoppard
- 1985 – Biloxi Blues di Neil Simon
- 1986 – I'm Not Rappaport di Herb Gardner
- 1987 – Fences di August Wilson
- 1988 – M. Butterfly di David Henry Hwang
- 1989 – The Heidi Chronicles di Wendy Wasserstein

### Anni 1990
- 1990 – Furore di Frank Galati
- 1991 – Lost in Yonkers di Neil Simon
- 1992 – Ballando a Lughnasa di Brian Friel
- 1993 – Angels in America - Si avvicina il millennio di Tony Kushner
- 1994 – Angels in America - Perestroika di Tony Kushner
- 1995 – Love! Valour! Compassion! di Terrence McNally
- 1996 – Master Class di Terrence McNally
- 1997 – The Last Night of Ballyhoo di Alfred Uhry
- 1998 – Art di Yasmina Reza
- 1999 – Side Man di Warren Leight

### Anni 2000
- 2000 – Copenaghen di Michael Frayn
- 2001 – La prova di David Auburn
- 2002 – La capra o chi è Sylvia? di Edward Albee
- 2003 – Take Me Out di Richard Greenberg
- 2004 – I Am My Own Wife di Doug Wright
- 2005 – Il dubbio di John Patrick Shanley
- 2006 – Gli studenti di storia di Alan Bennett
- 2007 – The Coast of Utopia di Tom Stoppard
- 2008 – Agosto, foto di famiglia di Tracy Letts
- 2009 – Il dio del massacro di Yasmina Reza

### Anni 2010
- 2010 – Rosso di John Logan
- 2011 – War Horse di Nick Stafford
- 2012 – Clybourne Park di Bruce Norris
- 2013 – Vanya e Sonia e Masha e Spike di Christopher Durang
- 2014 – All the Way di Robert Schenkkan
- 2015 – Lo strano caso del cane ucciso a mezzanotte di Simon Stephens
- 2016 – Gli umani di Stephen Karam
- 2017 – Oslo di J. T. Rogers
- 2018 – Harry Potter e la maledizione dell'erede di J. K. Rowling, John Tiffany e Jack Thorne
- 2019 – The Ferryman di Jez Butterworth

### Anni 2020
- 2021 – The Inheritance di Matthew Lopez
- 2022 – Lehman Trilogy di Stefano Massini e Ben Power (adattamento)
- 2023 – Leopoldstadt di Tom Stoppard
- 2024 – Stereophonic di David Adjmi
- 2025 – Purpose di Branden Jacobs-Jenkins